# Maito
Maito (del quichua: "envuelto") es un plato típico de la región amazónica del Ecuador, que consiste en una papillot de diferentes ingredientes, como pueden ser pescados, ranas, vísceras o aves, envueltos en hojas de bijao o kwan panga. Su origen se encuentra en los las comidas caribeñas envueltas en hojas de diversas plantas. Actualmente es ofrecido en la oferta gastronómica de las principales ciudades ecuatorianas.

## Variedades

### Maito dechontacuro
Se suele preparar en el cantón de Archidona. Se puede servir con yuca cocinada o verde, acompañado con un vaso de guayusa o un pilche (embase) de chicha de yuca.

### Maito de rana
El maito de rana (kuwa en quechua) es un plato típico de la región Amazónica del Ecuador que se puede preparar solo en épocas de lluvias. Forma parte de la gastronomía zápara.

## Galería

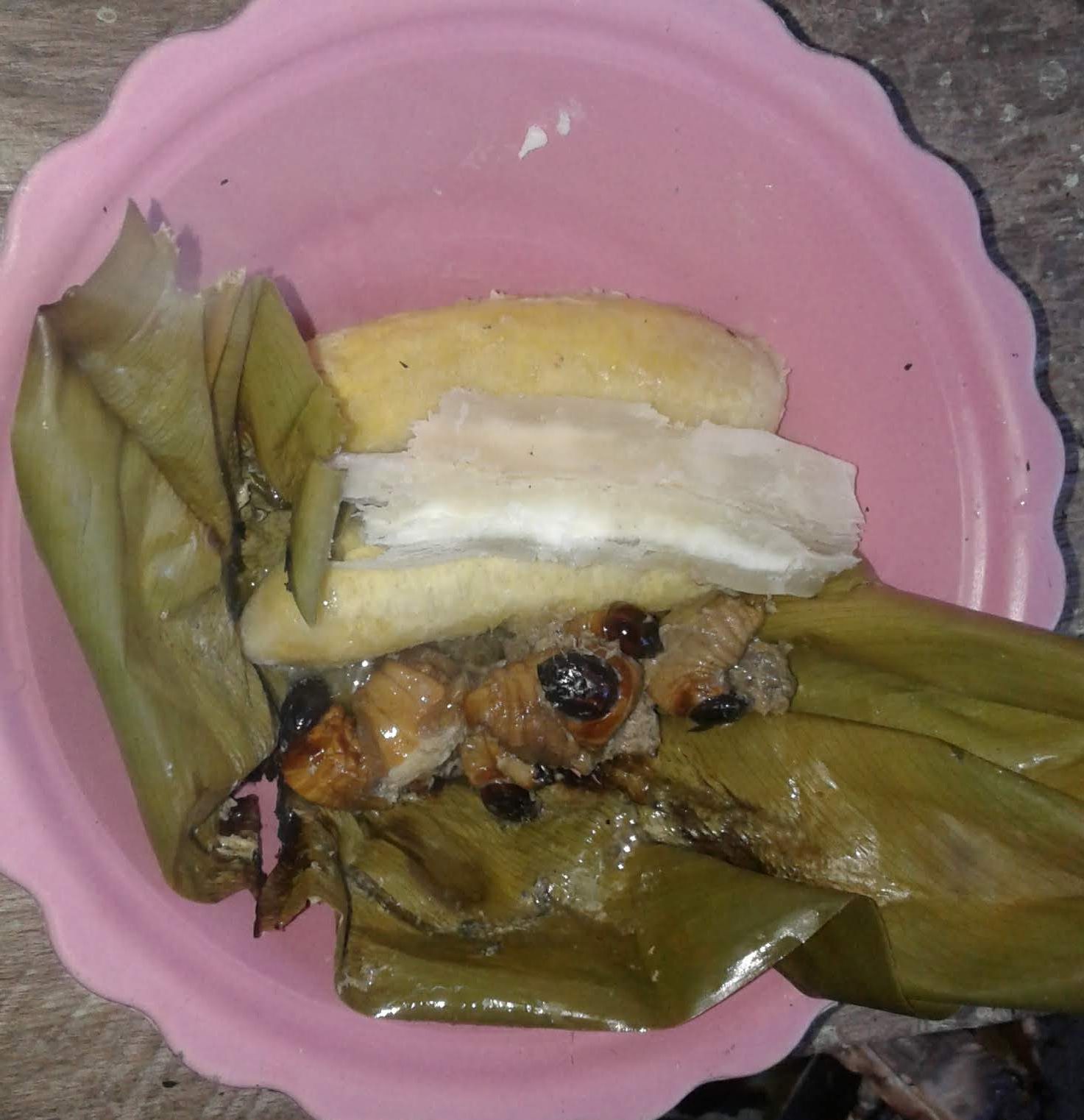
Maito de chontacuros
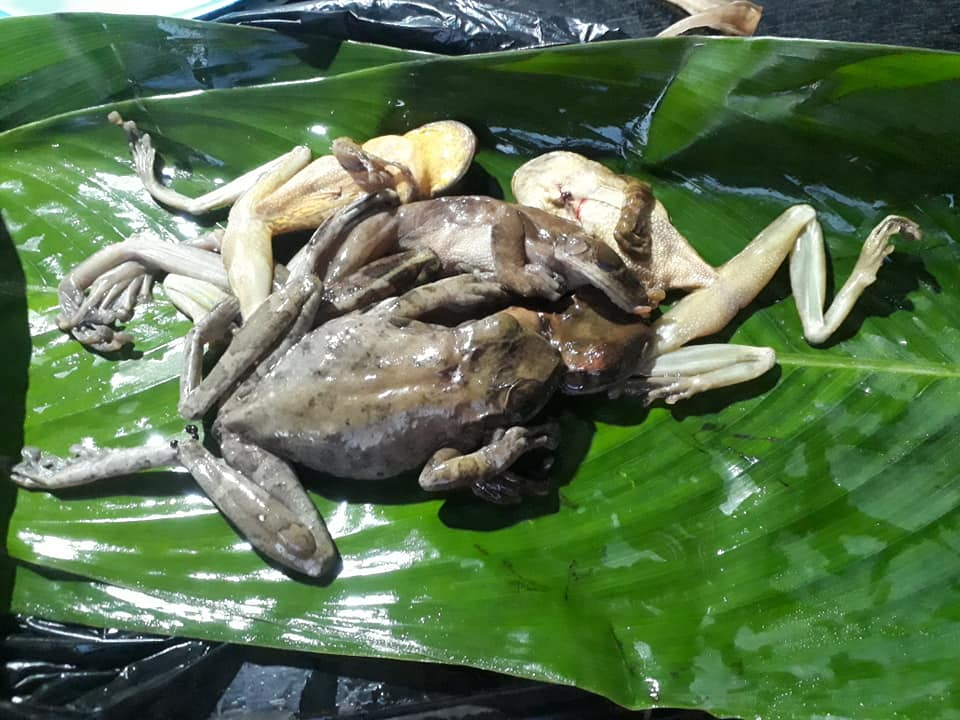
Maito de ranas
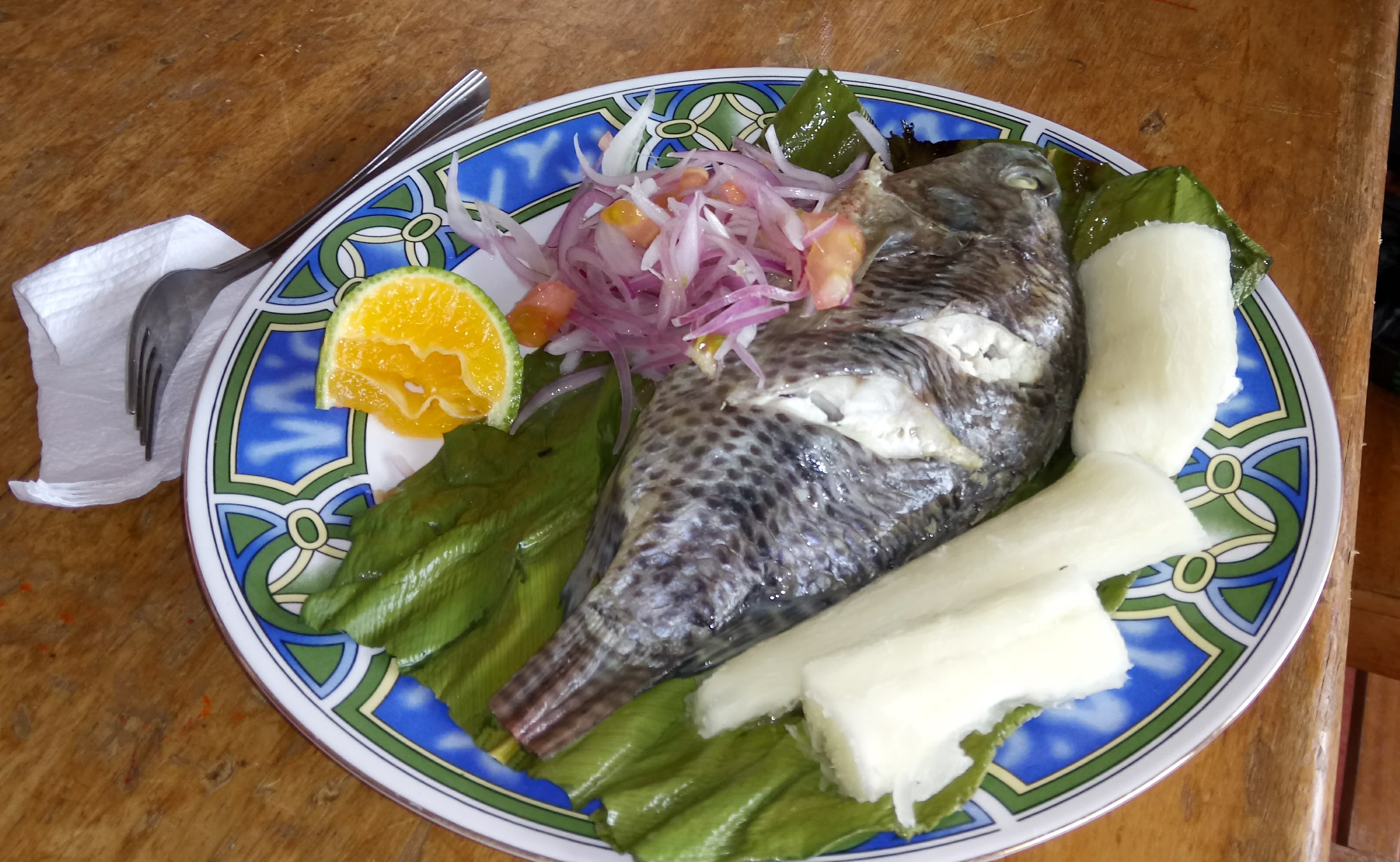
Maito de tilapia